# 索菲·埃丁顿
索菲·埃丁顿（英語：Sophie Edington，1984年12月12日—），澳大利亚女子游泳运动员。她曾代表澳大利亚参加2006年英联邦运动会游泳比赛，获得四枚金牌。她也曾参加2008年夏季奥林匹克运动会。